# Reprezentacja Angoli w piłce nożnej mężczyzn
Reprezentacja Angoli w piłce nożnej (port. Seleção nacional de futebol de Angola) – zespół piłkarski, biorący udział w imieniu Angoli w meczach i sportowych imprezach międzynarodowych, powoływany przez selekcjonera, w którym mogą występować wyłącznie zawodnicy posiadający obywatelstwo angolskie.

## Historia
Pierwszy mecz rozegrała w 1976 roku. Rok wcześniej kraj przestał być kolonią Portugalii. Po uzyskaniu niepodległości w Angoli rozpoczęła się krwawa wojna domowa, trwająca 28 lat.
Prawie wszystkie starty drużyny narodowej w Pucharze Narodów Afryki kończyły się szybkim odpadnięciem już po fazie grupowej (1996, 1998, 2006, 2012, 2013). W 2008 i 2010 roku angolska ekipa osiągnęła ćwierćfinał tych rozgrywek.
Kadra Angoli osiągnęła też niemałe sukcesy w pucharze COSAFA. Triumfowali w nim trzykrotnie (w 1999, 2001 i 2004), raz zdobyli drugie miejsce (2006), dwukrotnie byli trzeci (1998, 2000). W 2002 roku osiągnęli ćwierćfinał, a w 2005 półfinał tych rozgrywek. Edycję 2003 zakończyli na pierwszej rundzie. Więcej medali od Angoli, zdobyły w tym turnieju reprezentacje Zimbabwe (10) oraz Zambii (12).
W październiku 2005 roku Antylopy niespodziewanie po raz pierwszy w historii wywalczyły awans do mistrzostw świata, wyprzedzając w grupie m.in. Nigerię (miała od niej lepszy bilans bramkowy) i Algierię.
W 2006 reprezentacja oparta była w większości na młodych wówczas zawodnikach, głównie triumfatorach młodzieżowych Mistrzostw Afryki z 2001 roku, a jej najbardziej rozpoznawalnymi piłkarzami byli wtedy napastnicy – 24-letni wówczas Pedro Mantorras z SL Benfiki oraz 29-letni ówcześnie Akwá, występujący wtedy w lidze Kataru. Głośno było również o 40-letnim wtedy bramkarzu João Ricardo, który zerwał kontrakt ze swoim klubem i przez kilka miesięcy przygotowywał się do udziału w mistrzostwach samodzielnie.
Od końca 2005 roku trzy osoby zaangażowane przez federację poszukiwały, głównie w niższych ligach portugalskich, zawodników, którym można byłoby wręczyć angolski paszport i włączyć do kadry na mundial. Udało im się namówić 31-letniego wówczas obrońcę FC Porto Pedro Emanuela, urodzonego w Luandzie, ale od trzeciego roku mieszkającego w Portugalii. Angola zajęła trzecie miejsce w grupie po porażce z Portugalią 0:1 i po remisach z Meksykiem 0:0, i z Iranem 1:1
Trenerem drużyny narodowej od 2008 do 2009 był Mabi de Almeida, który przejął stery reprezentacji od Luísa Gonçalvesa. Od 2009 trenerem Angoli był Manuel José de Jesus. Od marca do grudnia 2017 selekcjonerem reprezentacji był Beto Bianchi. Od sierpnia 2019 selekcjonerem jest Pedro Gonçalves.
Reprezentacja Angoli zajmowała 11 czerwca 2024 r. 20. miejsce w Afryce.

## Udział wmistrzostwach świata
| Rok  | Kwalifikacje                                 | Wynik                                        |
| ---- | -------------------------------------------- | -------------------------------------------- |
| 1930 | Nie brała udziału (była kolonią portugalską) | Nie brała udziału (była kolonią portugalską) |
| 1934 | Nie brała udziału (była kolonią portugalską) | Nie brała udziału (była kolonią portugalską) |
| 1938 | Nie brała udziału (była kolonią portugalską) | Nie brała udziału (była kolonią portugalską) |
| 1950 | Nie brała udziału (była kolonią portugalską) | Nie brała udziału (była kolonią portugalską) |
| 1954 | Nie brała udziału (była kolonią portugalską) | Nie brała udziału (była kolonią portugalską) |
| 1958 | Nie brała udziału (była kolonią portugalską) | Nie brała udziału (była kolonią portugalską) |
| 1962 | Nie brała udziału (była kolonią portugalską) | Nie brała udziału (była kolonią portugalską) |
| 1966 | Nie brała udziału (była kolonią portugalską) | Nie brała udziału (była kolonią portugalską) |
| 1970 | Nie brała udziału (była kolonią portugalską) | Nie brała udziału (była kolonią portugalską) |
| 1974 | Nie brała udziału (była kolonią portugalską) | Nie brała udziału (była kolonią portugalską) |
| 1978 | Nie brała udziału                            | Nie brała udziału                            |
| 1982 | Nie brała udziału                            | Nie brała udziału                            |
| 1986 | Nie zakwalifikowała się                      | Nie zakwalifikowała się                      |
| 1990 | Nie zakwalifikowała się                      | Nie zakwalifikowała się                      |
| 1994 | Nie zakwalifikowała się                      | Nie zakwalifikowała się                      |
| 1998 | Nie zakwalifikowała się                      | Nie zakwalifikowała się                      |
| 2002 | Nie zakwalifikowała się                      | Nie zakwalifikowała się                      |
| 2006 | Awans                                        | Faza grupowa                                 |
| 2010 | Nie zakwalifikowała się                      | Nie zakwalifikowała się                      |
| 2014 | Nie zakwalifikowała się                      | Nie zakwalifikowała się                      |
| 2018 | Nie zakwalifikowała się                      | Nie zakwalifikowała się                      |
| 2022 | Nie zakwalifikowała się                      | Nie zakwalifikowała się                      |

## Udział wPucharze Narodów Afryki
- 1957–1974 – Nie brała udziału (była kolonią portugalską)
- 1976–1980 – Nie brała udziału
- 1982–1984 – Nie zakwalifikowała się
- 1986 – Nie brała udziału
- 1988–1992 – Nie zakwalifikowała się
- 1994 – Nie brała udziału
- 1996 – Faza grupowa
- 1998 – Faza grupowa
- 2000–2004 – Nie zakwalifikowała się
- 2006 – Faza grupowa
- 2008 – Ćwierćfinał
- 2010 – Ćwierćfinał
- 2012 – Faza grupowa
- 2013 – Faza grupowa
- 2015–2017 – Nie zakwalifikowała się
- 2019 – Faza grupowa
- 2021 – Nie zakwalifikowała się
- 2023 – Ćwierćfinał

## Udział w COSAFA Cup
- 1997 – Nie brała udziału
- 1998 – III miejsce
- 1999 – Mistrzostwo
- 2000 – III miejsce
- 2001 – Mistrzostwo
- 2002 – Ćwierćfinał
- 2003 – Pierwsza runda
- 2004 – Mistrzostwo
- 2005 – Półfinał
- 2006 – II miejsce

## Ranking FIFA
| rok  | styczeń | luty | marzec | kwiecień | maj  | czerwiec | lipiec | sierpień | wrzesień | październik | listopad | grudzień | średnia |
| ---- | ------- | ---- | ------ | -------- | ---- | -------- | ------ | -------- | -------- | ----------- | -------- | -------- | ------- |
| 1993 | –       | –    | –      | –        | –    | –        | –      | 93.      | 97.      | 97.         | 98.      | 102.     | 97.     |
| 1994 | –       | 113. | 124.   | 124.     | 124. | 124.     | 123.   | –        | 111.     | 116.        | 105.     | 106.     | 117.    |
| 1995 | –       | 93.  | –      | 93.      | 82.  | 74.      | 79.    | 77.      | 111.     | 80.         | 79.      | 80.      | 85.     |
| 1996 | 82.     | 77.  | –      | 80.      | 85.  | –        | 71.    | 74.      | 77.      | 80.         | 67.      | 70.      | 76.     |
| 1997 | –       | 72.  | –      | 74.      | 66.  | 63.      | 59.    | 57.      | 56.      | 55.         | 54.      | 58.      | 61.     |
| 1998 | –       | 58.  | 57.    | 59.      | 56.  | –        | 57.    | 56.      | 46.      | 48.         | 50.      | 50.      | 54.     |
| 1999 | 59.     | 57.  | 59.    | 60.      | 59.  | 62.      | 57.    | 56.      | 56.      | 55.         | 53.      | 52.      | 57.     |
| 2000 | 53.     | 56.  | 59.    | 61.      | 53.  | 47.      | 45.    | 47.      | 51.      | 51.         | 53.      | 55.      | 53.     |
| 2001 | 55.     | 55.  | 54.    | 53.      | 52.  | 54.      | 56.    | 53.      | 55.      | 56.         | 54.      | 55.      | 54.     |
| 2002 | 54.     | 57.  | 57.    | 59.      | 58.  | –        | 60.    | 64.      | 62.      | 66.         | 69.      | 76.      | 62.     |
| 2003 | 77.     | 78.  | 80.    | 83.      | 86.  | 81.      | 77.    | 80.      | 85.      | 84.         | 81.      | 83.      | 81.     |
| 2004 | 83.     | 85.  | 86.    | 90.      | 87.  | 85.      | 78.    | 78.      | 82.      | 75.         | 73.      | 72.      | 82.     |
| 2005 | 73.     | 73.  | 72.    | 74.      | 73.  | 72.      | 68.    | 71.      | 65.      | 60.         | 62.      | 61.      | 69.     |
| 2006 | 63.     | 60.  | 60.    | 58.      | 57.  | –        | 55.    | 53.      | 52.      | 52.         | 54.      | 55.      | 56.     |
| 2007 | 55.     | 58.  | 57.    | 57.      | 56.  | 54.      | 55.    | 59.      | 69.      | 73.         | 73.      | 73.      | 62.     |
| 2008 | 72.     | 64.  | 64.    | 65.      | 65.  | 55.      | 61.    | 58.      | 58.      | 68.         | 68.      | 68.      | 59.     |
| 2009 | 67.     | 75.  | 78.    | 87.      | 91.  | 97.      | 103.   | 102.     | 92.      | 98.         | 94.      | 95.      | 90.     |
| 2010 | –       | 88.  | 86.    | 86.      | 85.  | 88.      | –      | 86.      | 87.      | 92.         | 92.      | 88.      | 89.     |
| 2011 | 88.     | 107. | 104.   | 107.     | 105. | 102.     | 100.   | 96.      | 84.      | 86.         | 84.      | 83.      | 96.     |
| 2012 | 85.     | 83.  | 81.    | 78.      | 78.  | 84.      | 86.    | 85.      | 80.      | 83.         | 79.      | 84.      | 82.     |
| 2013 | 78.     | 94.  | 95.    | 94.      | 93.  | 91.      | 96.    | 98.      | 89.      | 93.         | 89.      | 88.      | 76.     |
| 2014 | 89.     | 95.  | 96.    | 94.      | 94.  | 93.      |        |          |          |             |          |          | 93.     |

- Najwyższe miejsce: 45. – lipiec 2000
- Najniższe miejsce: 124. – marzec 1994
- Największy awans: +31 – październik 1995
- Największy spadek: -34 – wrzesień 1995
- Średnie miejsce: 69. (stan na: październik 2008)

## Historia strojów

### Sponsorzy techniczni
| Sponsor techniczny | Lata      |
| ------------------ | --------- |
| Olympic            | 1994–1998 |
| Adidas             | 1998–2002 |
| Devis Sport        | 2002–2006 |
| Puma               | 2006–2012 |
| Adidas             | 2012–2018 |
| Puma               | 2018–2019 |
| Lacatoni           | od 2019   |